# Luminizmus

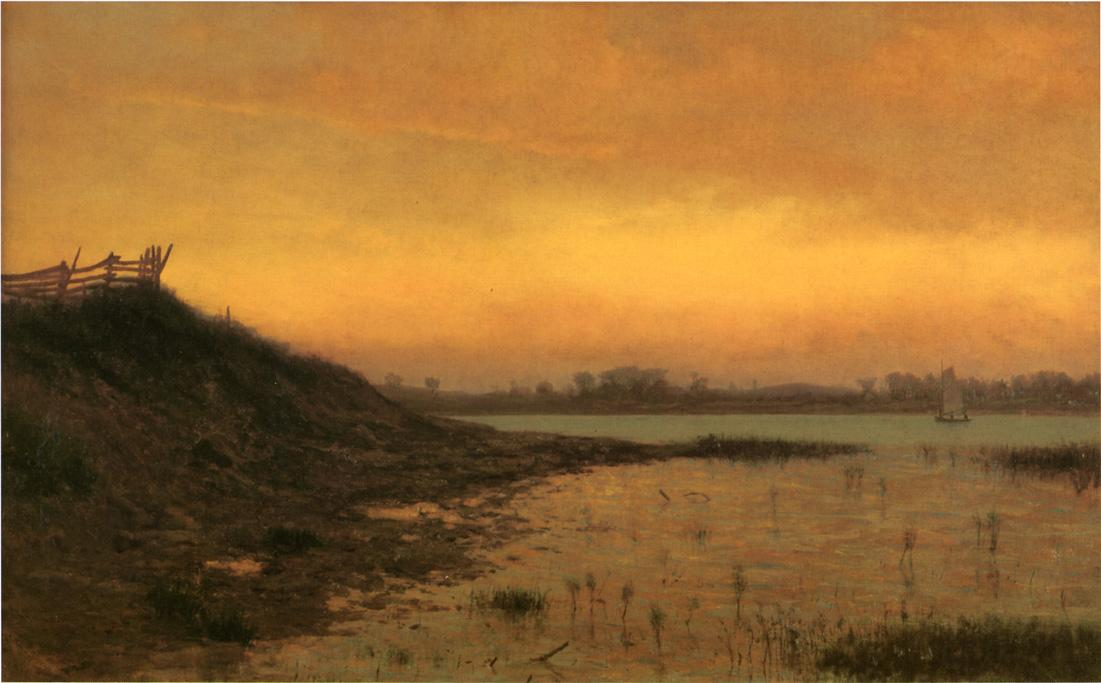
James Augustus Suydam: Long Island, 1862, olaj vásznon, magángyűjtemény

A luminizmus 19. századi, késő-impresszionista vagy neo-impresszionista festészeti stílus, amely kiemelt hangsúlyt fektett a fényeffektusok ábrázolására, elsősorban tájképek festésekor. A luminista stílusú képek költői atmoszférával rendelkeznek, és az egyes ecsetvonások szinte láthatatlanok. A luminizmus legnagyobb képviselői amerikai festők voltak és a kifejezést is itt alkották meg: először 1954-ben John Baur, a New York-i Whitney Múzeum igazgatója használta.

## Története, jellemzői
Az amerikai luminista stílus legfontosabb képviselői John Frederick Kensett, Fitz Hugh Lane és Martin Johnson Heade voltak, de hasonló stílusban alkotott még George Tirrell, Henry Walton és J.W. Hill is. A luminista festők művei szinte kivétel nélkül szárazföldet vagy a tengert ábrázoló tájképek, jellegzetes tulajdonságuk a sima, egyenletes ecsethasználat, a hűvös színek alkalmazása, részletesen megfestett tárgyak, amelyeket a fény sugarai emelnek ki. A tipikus luminista képeknek felét vagy még többet az ég teszi ki és általában erős, geometrikus kompozícióval készülnek.
Bár a luminizmus nem volt szervezett irányzat, számos követője akadt, akik elsősorban fény, a mélység ábrázolását vették át. Számos 19. és 20. századi festőt, vagy egyes alkotásaikat sorolnak a luministák közé.
A luminizmuson belül két európai irányzat volt ismert, a belga luminista stílust Émile Claus és Théo van Rysselberghe kezdte, őket Jenny Montigny, Anna De Weert, Georges Morren, Gustave De Smet, Frits Van den Berghe, Constant Permeke, és Yvonne Serruys követte. A holland irányzathoz Jan Toorop, Leo Gestel, Jan Sluijters és Piet Mondrian tartozott. Bár hasonlóak, a két irányzatnak nem sok köze volt egymáshoz: Emile Claus munkái még közel voltak a nagy francia impresszionista festők műveihez, különösen Claude Monet-hoz. A hollandok azonban képeiken nagy foltokban használták a színeket és közelebb állnak a fauvizmushoz.

## Külső hivatkozások
- Luminism: American Landscape Art
- Delahunt, Michael: ArtLex on Luminism, 1996